# 409 v.Chr.
Het jaar 409 v.Chr. is een jaartal volgens de christelijke jaartelling.

## Gebeurtenissen

### Griekenland
- Alcibiades herovert Byzantium, een Atheense strafexpeditie onder Thrasyllus tracht te vergeefs Efeze in te nemen.
- Koning Pausanias II (409 - 394 v.Chr.) bestijgt de troon van Sparta.

### Italië
- Hannibal Mago leidt een Carthaagse expeditie naar Sicilië in een poging om het eiland te bezetten. De steden Himera en Selinunte worden verwoest door de Carthagers.
- Gnaius Cornelius Cossus en Lucius Furius Medullinus zijn consul in Rome.

## Overleden
- Pleistoanax I, koning van Sparta

## Verschenen
- Philoktetes, een tragedie van Sophocles